# Hydnoroideae
Hydnoroideae é uma uma pequena subfamília de plantas com flor parasíticas da família Aristolochiaceae da ordem das Piperales, que corresponde à antiga família Hydnoraceae, que agrupa dois géneros (Prosopanche e Hydnora) de plantas parasitas desprovidas de clorofila. As flores grandes, com um único verticilo no perianto e ovário ínfero, cheiram mal e são polinizadas por moscas e besouros.

## Descrição
Hydnoroideae é uma subfamília de plantas holoparasitas da ordem Piperales. Tradicionalmente, e até ao sistema APG III, inclusive, foi classificada como família sob o nome Hydnoraceae. It is now submerged in the Aristolochiaceae. Contém dois géneros, Hydnora e Prosopanche:
- Prosopanche é nativa da América Central e da América do Sul;
- Hydnora ocorre em regiões semi-áridas a desérticas de África, da Península Arábica e de Madagáscar.

Os membros desta subfamília foram descritos como as plantas mais estranhas do mundo. O aspeto mais marcante das Hydnoroideae é provavelmente a ausência completa de folhas (nem mesmo apresenta formas modificadas como as escamas). Algumas espécies são ligeiramente termogénicas (capazes de produzir calor), presumivelmente como meio de dispersar o seu odor.

### Morfologia
Os membros desta subfamília são plantas parasitas sem clorofila, aderidas às raízes de árvores ou arbustos, pelos seus pseudo-rizoma verrucoso simples ou ramificados, emite haustórios em contato com as raízes parasitadas e produzindo flores total ou parcialmente epígeas.  
Essas flores são geralmente solitárias, subséssil, geralmente grande com um perigônio gamotépico, com tubo mais ou menos desenvolvido de 3-5 lobos; lóbulos grossos e carnudos com pré-florescimento valvar. Os estames 3-5, inseridos no tubo, terminam em um anel carnudo, ondulado ou coberto ao redor do estigma; anteras numerosas, geralmente sésseis, juntas, paralelas, bicelulares e com deiscência longitudinal. 
Seu ovário é inferior, unicelular, com numerosas placentas parietais às vezes preenchendo completamente a cavidade ovariana ou apenas localizadas na parte superior; óvulos numerosos, ortotrópicos, com 1 tegumento, às vezes coberto por tecido placentário; estigma desenvolvido ou rudimentar. 
Possui um tipo de 'Fruta' geralmente subterrânea, bacciforme com pericarpo espesso e subligno, produz sementes muito pequenas, numerosas, incrustadas em polpa carnosa ou gelatinosa com albumina abundante.
Estas plantas contêm níveis elevados de taninos.

### Ecologia
As plantas são polinizadas por insectos como os escaravelhos das famílias Dermestidae ou as moscas da família Calliphoridae, atraídos pelo odor fétido das flores. Na espécie Hydnora africana existem corpos de isca com um cheiro forte, enquanto que em Hydnora johannis o cheiro vem de uma região na ponta do perianto chamada de cucullus.
As flores podem estar acima do solo ou subterrâneas. Os frutos têm polpa comestível e perfumada, que atrai animais como porcos-espinho, macacos, chacais, rinocerontes e tatus, além de humanos.  As plantas hospedeiras, no caso do género Hydnora, pertencem geralmente à família Euphorbiaceae e ao género Acacia. Os hospedeiros da Prosopanche incluem várias espécies de Prosopis e outras leguminosas.

### Distribuição
A subfamília Hydnoroideae inclui apenas dois géneros, agrupando cerca de 10 espécies. O género Hydnora tem uma distribuição africana que vai da Eritreia ao sul da África e Madagáscar. O género Prosopanche é sul-americano e é encontrado principalmente nas planícies da Argentina.

## Filogenia e classificação

Nova classificação da APG-IV

O mapa do genoma plastidial altamente reduzido de um membro de Hydnoroideae, Hydnora visseri.

A subfamilia foi descrita pela primeira vez como um fungo há quase 230 anos, quando Hydnora foi descrita por Carl Peter Thunberg (1775), um estudante de Linnaeus. O nome de família (Hydnorinae) de Agardh (1821) foi conservado no Código de Montreal. Até ao sistema APG III o agrupamento era classificada como uma família de Piperales. Porém segundo a classificação do sistema APG IV, o grupo foi incluído como parte de Aristolochiaceae, seguindo uma relação morfológica e filogenética relações entre Hydnoraceae e Aristolochiaceae que já tinham sido discutidas por Ernst Heinrich Friedrich Meyer (1833).
Como muitas plantas parasitas, as afinidades com plantas não parasitas não são óbvias, e os botânicos dos séculos XIX e XX propuseram uma variedade de colocações para o táxon.  Dados moleculares colocam-nas nas Piperales, e aninhadas dentro das Aristolochiaceae e aliadas às Piperaceae ou Saururaceae.
A sequência completa do genoma plastidial de uma espécie de Hydnoroideae, Hydnora visseri, foi determinada. Em comparação com o genoma do cloroplasto dos seus parentes fotossintéticos mais próximos, o plastoma de Hydnora visseri mostra uma redução extrema tanto em tamanho (27 233 pb) como em conteúdo genético (apenas 24 genes parecem ser funcionais). O plastoma de Hydnora visseri é, portanto, um dos mais pequenos entre as plantas com flor.

### Espécies
O género inclui Hydnora inclui as seguintes espécies:
| Imagem | Nome científico                             | Distribuição                                                                                         |
| ------ | ------------------------------------------- | --- |
|        | Hydnora abyssinica A.Br.                    | Oman, Yemen, Arábia Saudita; S + C + SE + E África desde a Eritrea + Sudão à Namíbia + KwaZulu-Natal |
|        | Hydnora africana Thunb.                     | Angola, Namíbia, Cape Province                                                                       |
|        | Hydnora arabica Bolin & Musselman           | Oman & Yemen                                                                                         |
|        | Hydnora esculenta Jum. & H.Perrier          | Madagáscar                                                                                           |
|        | Hydnora sinandevu Beentje & Q.Luke          | Kenya, Tanzania                                                                                      |
|        | Hydnora triceps Drège & E.Mey.              | Northern Cape Province, Namíbia                                                                      |
|        | Hydnora visseri Bolin, E.Maass, & Musselman | Northern Cape Province, Namíbia                                                                      |

As seguintes espécies estão listadas no género Prosopanche:
- Prosopanche americana (R.Br.) Baill. - Pasco, norte da Argentina, sul do Brasil
- Prosopanche bonacinae Speg. - Argentina, Paraguai, Rio Grande do Sul
- Prosopanche caatingicola R.F.Machado & L.P.Queiroz - Bahia
- Prosopanche cocuccii Tav. de Carvalho, Záchia & Mariath - Rio Grande do Sul
- Prosopanche costaricensis L.D.Gómez - Costa Rica
- Prosopanche demogorgoni Funez - Santa Catarina
- Prosopanche panguanensis C.Martel & Rob.Fern. - Peru

## Galeria

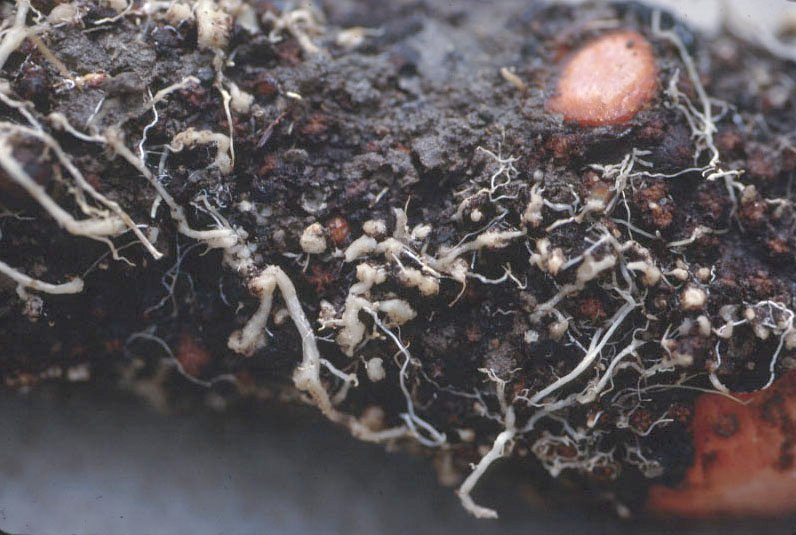
Hydnora johannis, planta juvenil em Um Barona, Wad Medani, Sudão.
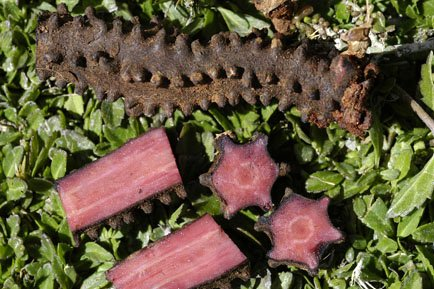
Raízes de Hydnora triceps, em Gemsbokvlei Farm, Wolfberg Road, sueste de Port Nolloth, South Africa, 2003
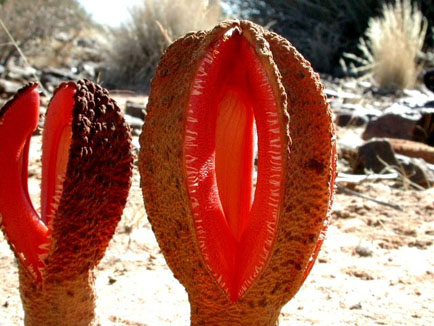
Flor de Hydnora africana  em Karasburg District, Namíbia, 2002.
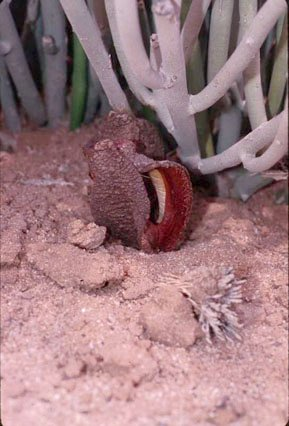
Flor emergente de Hydnora africana numa área desértica dominada por Euphorbia mauritanica perto de Fish River Canyon, no sul da Namíbia, 2000
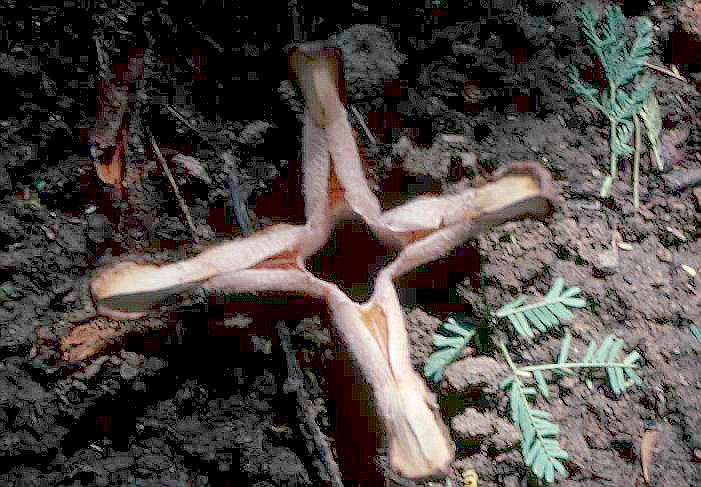
Hydnora johannis in flower  em Um Barona, Wad Medani, Sudão
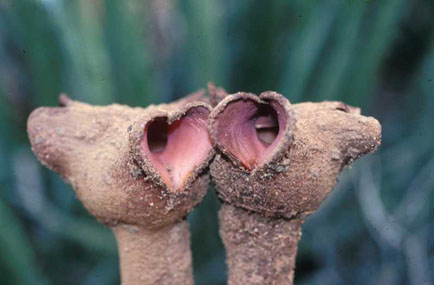
Flores de Hydnora triceps em Namaqualand, África do Sul, 1999
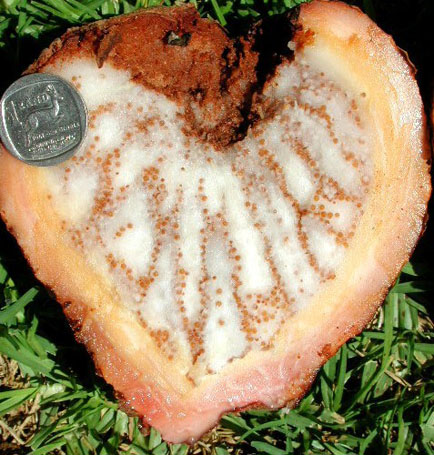
Hydnora triceps, fruto fresco perto de Port Nolloth, África do Sul, 2002
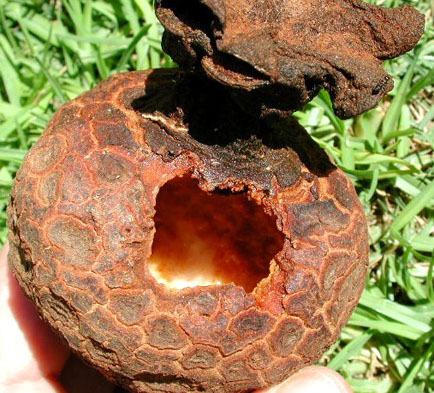
Hydnora triceps, fruto maduro esvaziado perto de Port Nolloth, África do Sul, 2002

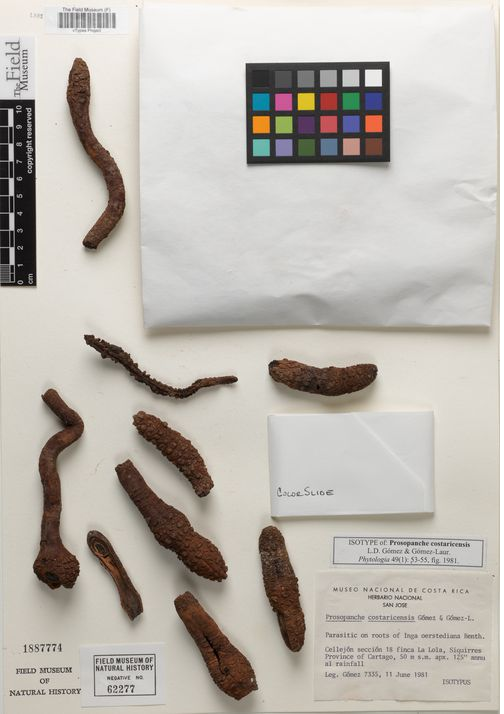
Prosopanche costaricensis
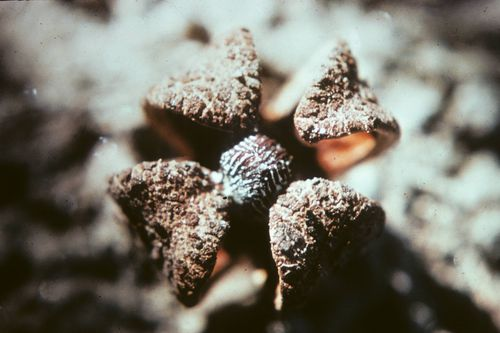
Prosopanche americana
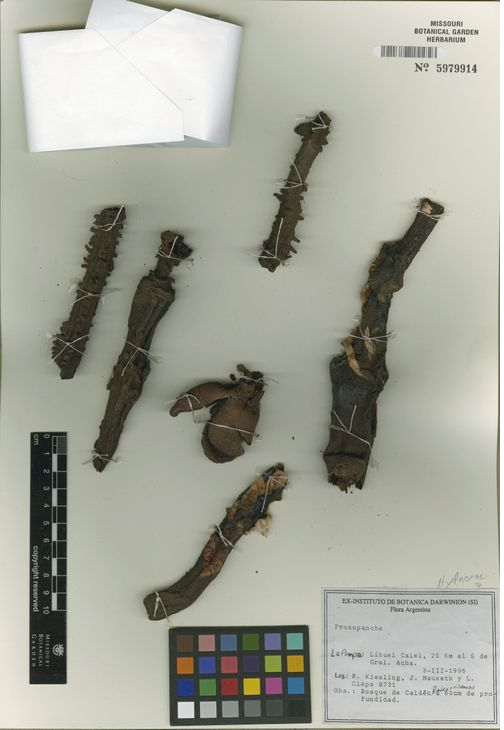
Prosopanche americana
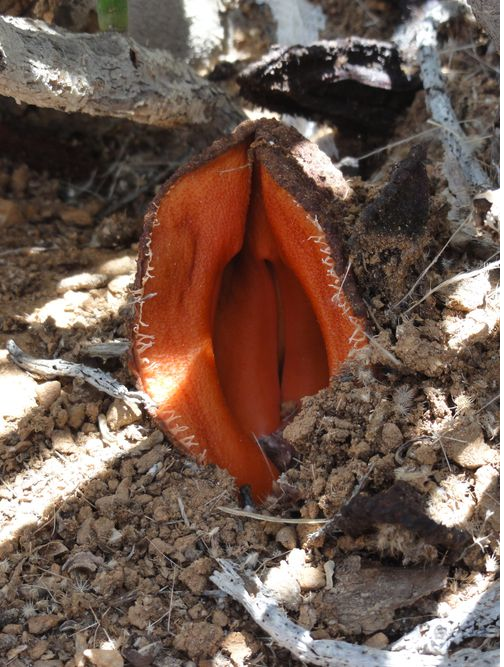
Hydnora visseri
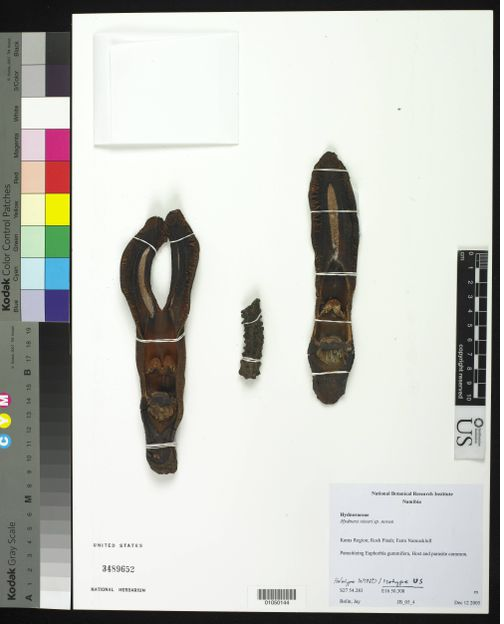
Hydnora visseri
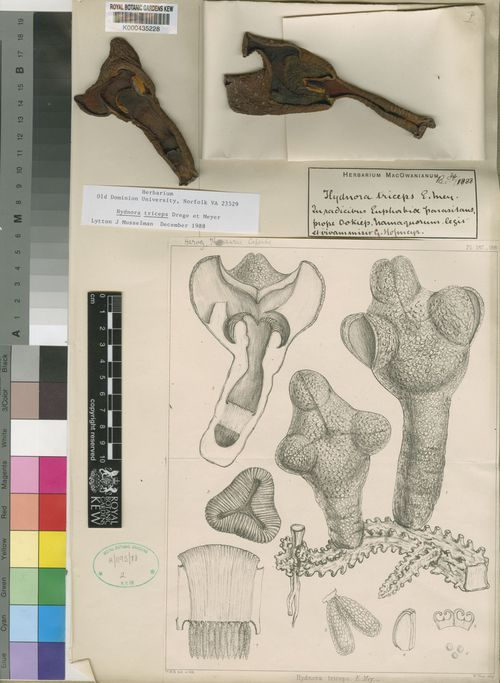
Hydnora triceps
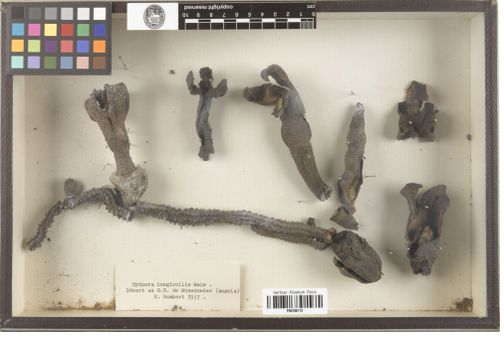
Hydnora longicollis
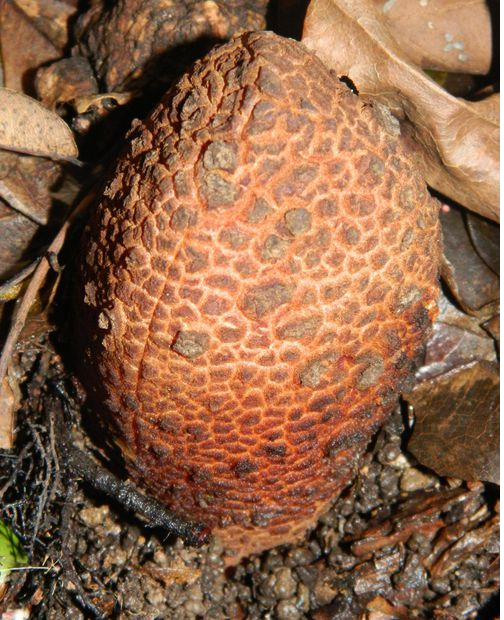
Hydnora africana
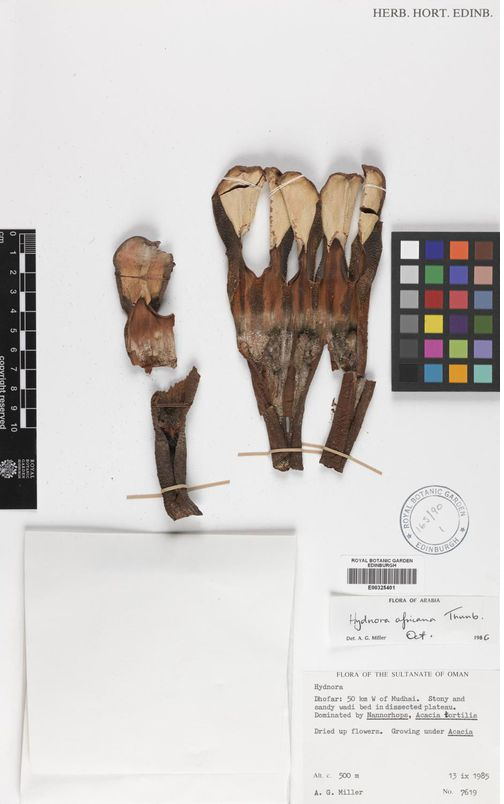
Hydnora africana
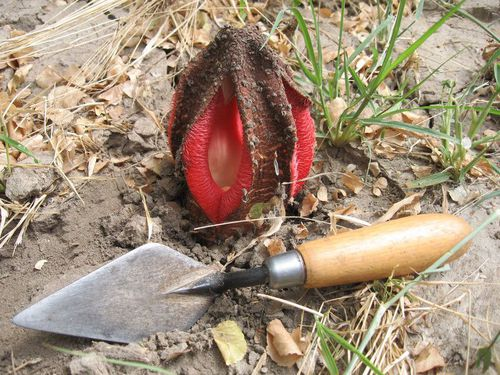
Hydnora abyssinica
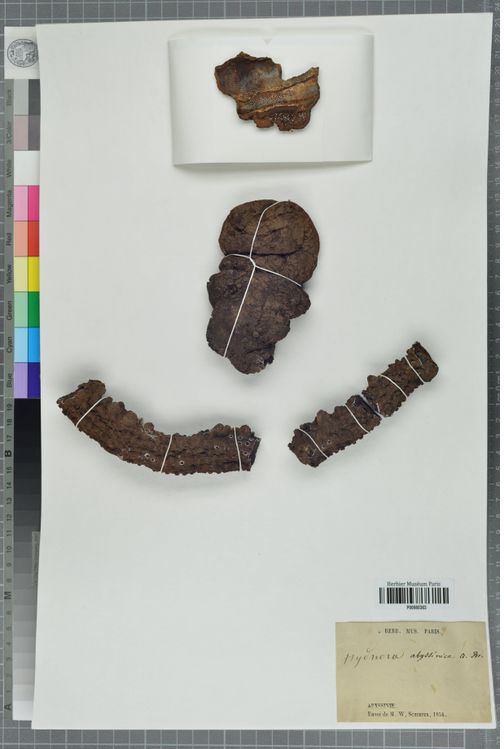
Hydnora abyssinica
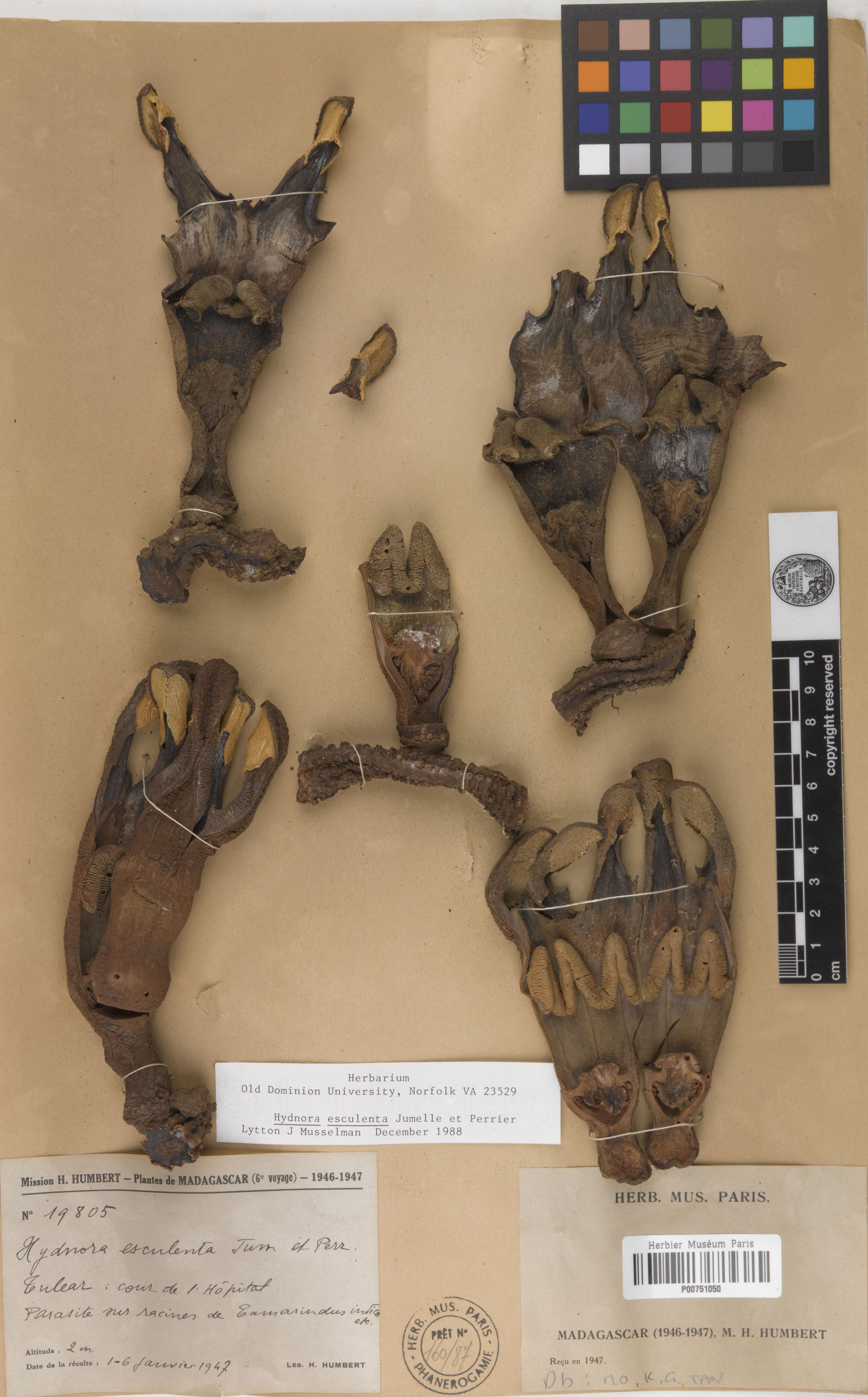
Hydnora esculenta